# Hyaleucerea
Hyaleucerea is een geslacht van vlinders van de familie spinneruilen (Erebidae), uit de onderfamilie Arctiinae.

## Soorten
- H. agylloides Dyar, 1912
- H. costinotata Dognin, 1900
- H. chapmani Klages, 1906
- H. erythrotela Walker, 1854
- H. fusiformis Walker, 1856
- H. gigantea Druce, 1884
- H. grandis Schaus, 1921
- H. lemoulti Schaus, 1905
- H. leucoprocta Dognin, 1909
- H. leucosticta Druce, 1905
- H. luctuosa Möschler, 1877
- H. lugubris Schaus, 1901
- H. manicorensis Rego Barros, 1971
- H. mundula Berg
- H. ockendeni Rothschild, 1912
- H. panacea Druce, 1884
- H. phaeosoma Hampson, 1905
- H. picticeps Hampson, 1903
- H. sororia Schaus, 1910
- H. trifasciata Butler, 1877
- H. uniformis Rothschild, 1912
- H. vulnerata Butler, 1875